# Baratol
Baratol là một chất nổ được tạo thành bởi sự trộn lẫn TNT và bari nitrat, với một lượng nhỏ (khoảng 1%) sáp dùng như chất kết dính. TNT thường chiếm khoảng 25-33% hỗn hợp. Bởi khối lượng riêng của barium nitrate rất lớn, Baratol thường có tỉ trọng ít nhất là 2,5.
Baratol từng được sử dụng như là hợp phần "chậm" trong thấu kính chất nổ (explosive lense) của các bom nguyên tử thời kỳ đầu với Composition B được dùng như hợp phần "nhanh". Bom nguyên tử được cho nổ ở Trinity năm 1945, Soviet Joe 1 vào năm 1949, và ở Ấn Độ năm 1972 sử dung Baratol và Composition B.